# Cory Bowles
Pour les articles homonymes, voir Bowles.
Cory Bowles est un acteur et compositeur canadien né le 27 août 1973 à Montréal (Canada).

## Filmographie

### comme acteur
- 1999 : Trailer Park Boys : Cory
- 2003 : Un bébé tombé du ciel (Blessings) (TV) : Joe
- 2003 : Poko (série TV) : The Narrator
- 2004 : Sleep Murder (TV) : Tony
- 2004 : The Killing of Kings : Carl
- 2004 : The Trailer Park Boys Christmas Special (TV) : Cory
- 2005 : 3 Needles : Amos
- 2006 : North/South (série TV) : Clay Thomas
- 2006 : Trailer Park Boys: The Movie : Cory

### comme compositeur
- 1996 : Bronwen & Yaffa: Moving Towards Tolerance